# Nivollet-Montgriffon
Nivollet-Montgriffon es una comuna francesa situada en el departamento de Ain, en la región de Auvernia-Ródano-Alpes.

## Demografía
| 138 | 113 | 103 | 81 | 63 | 66 | 87 | 139 | 119 | 117 |
| Para los censos de 1962 a 1999 la población legal corresponde a la población sin duplicidades (Fuente: INSEE [Consultar]) |     |     |    |    |    |    |     |     |     |